# Peralta de la Sal
Peralta de la Sal és una població de la província d'Osca (Aragó) pertanyent al municipi de Peralta i Calassanç a la comarca de Llitera. Està situada sota els barrancs de Calassanç i Gavassa, a la riba del riu Insulsa, a 529 m. d'altitud. Peralta de la Sal pertany, actualment, al que es coneix com a municipi de Peralta i Calassanç, municipi que comprèn els nuclis de Peralta de la Sal, Calassanç, Quatrecorts i Gavassa. El terme limita pel nord amb el de Calassanç, per l'est amb Gavassa, pel sud amb els de Quatrecorts i Sant Esteve de Llitera i per l'oest amb el de Sanui i Alins, i té una extensió aproximada de 114,9 km². Peralta és a la part alta de Llitera, als voltants de la serra de la Corrodella, envoltada de paisatges d'oliveres i ametllers, serres de muntanya baixa, pins i alzines i una horta a la vora del riu Insulsa, afluent del Cinca.

## Escut
Aquesta vila fa servir com a armes heràldiques un escut tallat i semipartit: a dalt porta els bastons de gules, sobre un camp d'or, d'Aragó, i a baix, al costat esquerre sobre plata, una pedra del seu color, i a la dreta també sobre plata un escut del seu color.

## Història
El topònim de Peralta de la Sal apareix en la documentació medieval com Petra Alta per la seva situació al peu d'una gran roca. El qualificatiu "de la Sal" està referit a les salines que antigament havia tingut. El territori on està enclavada Peralta era pretès, entre altres poders, pels catalans, els qui van arribar a voltar a la fi del segle xi la veïna vila de  Calassanç, tinença aragonesa que ostentava Fortun Dat. Els atacs dels catalans partien des del castell de Momagastre, situat en el terme de Peralta, però aquestes temptatives van ser rebutjades per les tropes de Pere I d'Aragó. Finalment, Peralta va ser lliurada com a honor al comtat d'Urgell on va romandre fins al segle xiii, quan, a la mort sense descendència de la comtessa Aurembiaix, el comtat va passar a mans del vescomte de Cabrera. Des de 1234 va quedar vinculada a la família de Ramón de Peralta, en què el seu poder va estar fins al segle xix. Eclesiàsticament, la vila va dependre des del segle xii dels canonges de Solsona.
Des de 1970 forma mancomunitat amb Calassanç, Gavassa i Quatrecorts, formant entre les quatre poblacions el Municipi de Peralta de Calassanç, que existeix només a nivell administratiu.

## Monuments

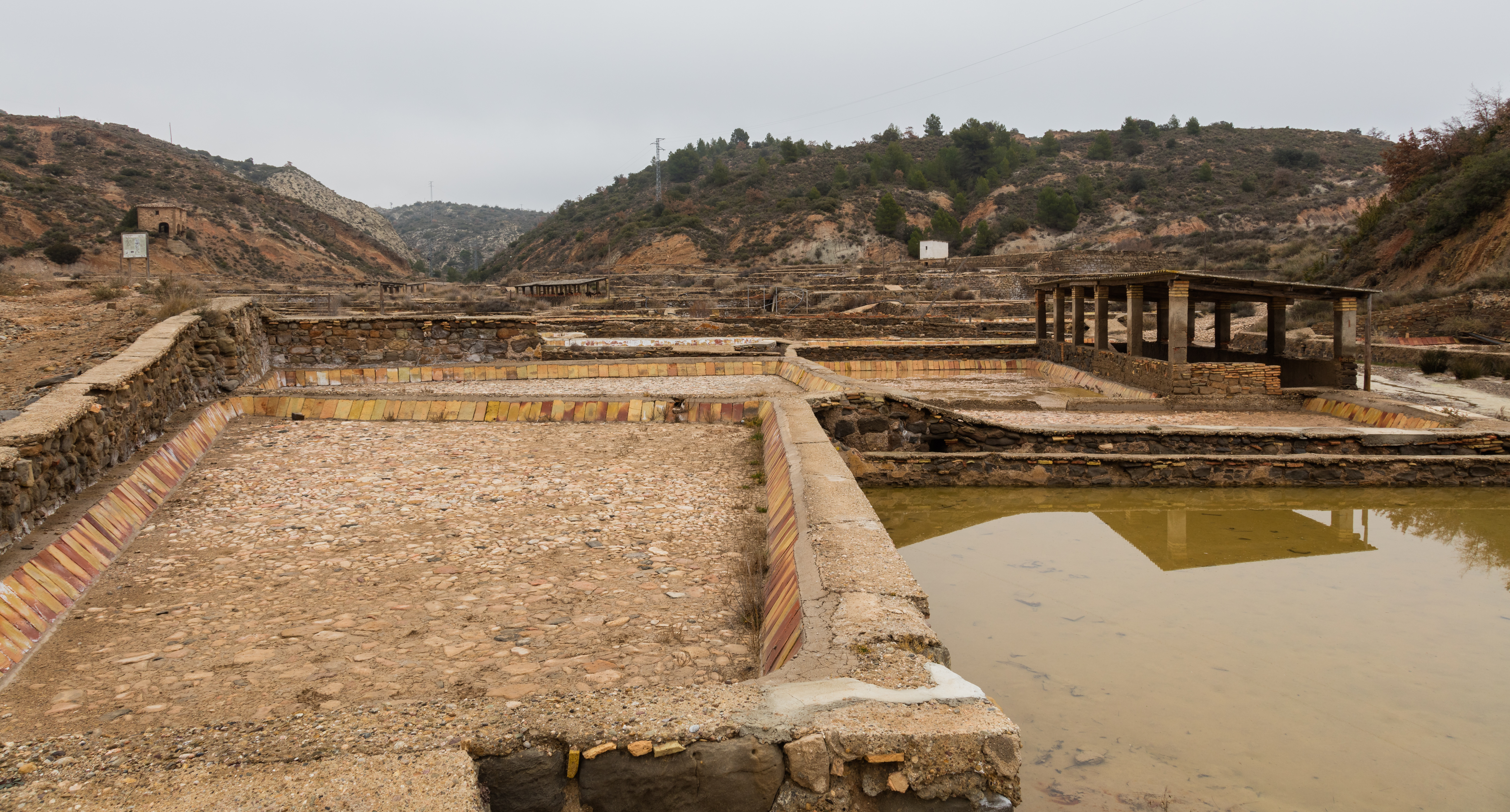
Salines.

Temple parroquial dedicat a Nostra Senyora de l'Assumpció on es conserva la pila baptismal de Sant Josep de Calassanç (1557-1648), fundador de les Escoles Pies. Al seu altar major va estar instal·lat un retaule gòtic de 1450 obra de Pere Garcia de Benavarri i Jaume Ferrer II, conegut com el Retaule de Peralta de la Sal que va ser desmuntat i venut a peces el 1908.
Casa bressol de Sant Josep de Calassanç en la qual es pot visitar el Santuari i la capella dedicada al Sant recentment restaurada. En dit lloc es pot veure una reproducció del quadre "L'última comunió de Sant Josep de Calassanç" (de Goya) realitzada pel Pare Antonio Senante. A la Plaça de les Escoles Pies es pot contemplar el monument en bronze a Sant Josep de Calassanç. Fins a la Guerra Civil Espanyola (1936–1939) va estar envoltat d'un reixat de ferro forjat. Actualment envolta al monument un reixat més senzill. En el terme també hi ha l'ermita de la Mora. En els afores del poble es troba "El Pilaret", monument a l'olivera on, segons explica la llegenda, Sant Josep, quan era un nen, va voler matar el diable.
Queden restes de l'antic castell, el Magnum Castrum dels romans i el Mamacasra àrab, concretament la torre (recentment restaurada per l'Ajuntament). Actualment hi ha unes Salines en desús però que han estat declarades Bé d'Interès Cultural.

## Cultura
Setmana cultural durant la Setmana Santa organitzada per l'"Associació Cultural i recreativa Castell de la Mora". Des de l'any 2004 el grup orquestral Montisonense Ensemble XXI desenvolupa, en el mes de juliol, el seu Curs Internacional de Música a la casa bressol de Sant Josep de Calassanç, sobre la qual actualment s'ha construït un alberg juvenil i una hostatgeria, entre d'altres. Tornejos de futbol sala durant les festes majors i durant la Setmana Cultural entre les diferents penyes de la població. Poliesportiu Enrique Latorre: Piscines, camp de futbol sala, pista de tennis i camp de bàsquet. Rutes senyalitzades cap a les poblacions més properes. Campionats de Guiñote i Botifarra durant les festes majors.

## Personatges il·lustres
- Sant Josep de Calassanç, fundador de les Escoles Pies.